# Stubbfuktbagge
Stubbfuktbagge (Cryptophagus lysholmi) är en skalbaggsart som beskrevs av Munster 1932. Stubbfuktbagge ingår i släktet Cryptophagus, och familjen fuktbaggar. Enligt den svenska rödlistan är arten sårbar i Sverige. Arten förekommer i Svealand, Nedre Norrland och Övre Norrland. Artens livsmiljö är skogslandskap.